# Lathen
Lathen is een Duitse gemeente in het Landkreis Emsland in de deelstaat Nedersaksen. De plaats ligt nabij Ter Apel aan de Nederlandse grens en maakt deel uit van, en is bestuurszetel van de Samtgemeinde Lathen.
De gemeente is over de weg bereikbaar via de Duitse A31.
Lathen stond bekend om de testbaan van de magneetzweeftrein Transrapid bij het dorp.
- Gemeinsame Normdatei: 4107052-5
- Library of Congress Control Number: n93005602
- Nationale Bibliotheek van Tsjechië: ge1208385
- Nationale Bibliotheek van Israël: 987007535297805171
- Virtual International Authority File: 143214411

Andervenne ·
Bawinkel ·
Beesten ·
Bockhorst ·
Börger ·
Breddenberg ·
Dersum ·
Dohren ·
Dörpen ·
Emsbüren ·
Esterwegen ·
Freren ·
Fresenburg ·
Geeste ·
Gersten ·
Groß Berßen ·
Handrup ·
Haren (Ems) ·
Haselünne ·
Heede ·
Herzlake ·
Hilkenbrook ·
Hüven ·
Klein Berßen ·
Kluse ·
Lähden ·
Lahn ·
Langen ·
Lathen ·
Lehe ·
Lengerich ·
Lingen ·
Lorup ·
Lünne ·
Meppen ·
Messingen ·
Neubörger ·
Neulehe ·
Niederlangen ·
Oberlangen ·
Papenburg ·
Rastdorf ·
Renkenberge ·
Rhede ·
Salzbergen ·
Schapen ·
Sögel ·
Spahnharrenstätte ·
Spelle ·
Stavern ·
Surwold ·
Sustrum ·
Thuine ·
Twist ·
Vrees ·
Walchum ·
Werlte ·
Werpeloh ·
Wettrup ·
Wippingen